# Districte de Șoldănești
El districte de Șoldănești (en romanès Raionul Șoldănești) és una de les divisions administratives de la República de Moldàvia. La capital és Șoldănești. L'u de gener de 2005, la població era de 42.200 habitants.